# Chaetomymar hishimoni
Chaetomymar hishimoni är en stekelart som beskrevs av Taguchi 1975. Chaetomymar hishimoni ingår i släktet Chaetomymar och familjen dvärgsteklar. Inga underarter finns listade i Catalogue of Life.